# Orkla (selskab)
 For alternative betydninger, se Orkla. (Se også artikler, som begynder med Orkla)
Orkla ASA er et af Norges største børsnoterede selskaber. Kerneområderne er mærkevarer, kemi og finansielle investeringer. Orkla er Nordens største leverandør af mærkevarer til dagligvarehandlen og omsatte i 2008 for i alt ca. 65 mia. norske kroner og beskæftigede mere end 30.000 medarbejdere. Datterselskabet Orkla Brands ejer i dag bl.a. Möllers Tran og gennem Orkla Foods Nordic og Orkla Food Ingredients ejer Orkla (af mærker i Danmark) bl.a. AMA, Dragsbæk, Odense Marcipan og KiMs og Beauvais foods A/S. Orkla ejer også metalproducenterne Elkem og SAPA.

## Historie
Virksomheden kan spore sin historie tilbage til 1654, da virksomheden blev etaberet som kobberudvindingsvirksomhed i Norge. I 1941 begyndte virksomheden at sprede sig til andre forretningsområder, herunder medievirksomheder og konsumentvarer.

## Frasolgte virksomheder

### Orkla Media
Indtil juli 2006 ejede Orkla gennem selskabet Orkla Media flere aviser i Norge, Sverige og i Danmark (Det Berlingske Officin). Orkla Media blev frasolgt til det engelske selskab Mecom Group der dog som en del af betalingen gav Orkla 20% af aktierne i Mecom.

### Carlsberg
Indtil 2004 ejede Orkla også 40% af Carlsberg Breweries A/S, som de fik mod at lægge deres bryggeriaktiviteter ind i selskabet, deriblandt Ringnes og Pripps. Frasalget kom efter at Orkla havde forsøgt at overtage hele Carlsberg Breweries, hvilket Carlsbergfondet (der med stemmemajoriteten i Carlsberg A/S i princippet ejede de resterende 60%) afslog. Orklas daværende koncernchef Finn Jebsen er senere blevet kritiseret for beslutningen, der sendte Norges største bryggeri på danske hænder.

## Brands

### Orkla Foods
- Abba Seafood - Fisk og skaldyr
- Ahti - Sild
- Bähncke - Krydderier og saucer
- Banos - Bananer
- Beauvais - Saucer
- Big One - Frysepizza
- Big One Diner - Amerikansk mad
- Bjellands Fiskeboller - Fiskeboller på dåse
- Bob - Juice, frugt på dåse
- Boy - Sild
- Den Gamle Fabrik - Frugt på dåse
- Denja - Salater, Sild
- Ejderns - Kaviar
- Ekstrom - Desserter
- Felix - Krydderier, kartofler, grøntsager
- Frödinge - Desserter
- Fun Light - Squash
- Geisha - Risprodukter
- Gimsøy Baker'n - Bageingredienser
- Gimsøy Drinkmix - Drikkemiks
- Glyngøre - Sild
- Grandiosa - Frysepizza
- Grebbestads - Ansjoser
- Gutta - Juice
- Gøy - Squash
- Hold-It - Calzone
- Hållö - Skaldyr
- Idun - Krydderier
- Jacky - Yoghurt, buddinger
- JOKK - Juice
- K-salat - Salater
- Kalles Kaviar - Kaviar
- Kikkoman - Soyasovs
- Kokkeklar - Supper
- Kung Gustaf - Fisk og skaldyr
- Lierne - Lefse
- Limfjord - Fisk og skaldyr
- Liva Energi - Energy drinks, protein drinks
- Lucullus - Sild
- Løvstek - Oksekød
- Mors hjemmebakte flatbrød - Flatbrød
- Mr. Lee - Instant noodles
- Mrs. Cheng's - Asiatisk mad
- Nora - Frugt og grøntsager på dåse, desserter, squash
- Nugatti - Chokolade
- Nøtte - Hasselnødesmør
- Pastella - Pasta
- Paulúns - Natural food
- Pizza Originale - Frysepizza
- Risifrutti - Grød
- SaritaS - Indisk mad
- Sjokade - Chokolade
- Spilva - Krydderier, grøntsager på dåse, juice, færdigretter
- Stabburet Leverpostei - Leverpostej
- Stabburet Pai - Frysetærter
- Stabburet Picnic - Dåseskinke
- Sunda - Honning
- SUSLAVICIUS - Krydderier, dåsefrugt
- Svennes - Kaviar
- Tomtegløgg - Gløgg
- Toro - Supper, desserter, krydderier, pulverdrikke
- Trondhjems - Dåsemad
- Truly Thai - Thaimad
- Vesta - Silda
- Vestlandslefsa - Lefse
- Vossafår - Pålæg
- Önos - Dåsefrugt, squash

### Orkla Confectionary & Snacks
- Ballerina - Cookies
- Bamsemums - Chocolade
- Bergene Melk - Chocolade
- Bixit - Cookies
- Bocca - Chokolade
- Café bakeriet - Cookies
- Caramello - Chokolade
- Crispo - Chokolade
- Cuba - Chokolade
- Doc - Throat lozenges
- Extra - Tyggegummi (kun distribution)
- Gjende - Cookies
- Göteborgs Kex - Cookies
- Gullbrød - Marcipan
- Hjemmelaget Julemarsipan - Marcipan
- Hobby - Chokolade
- Hubba Bubba - Tyggegummi (kun distribution)
- IFA - Halspastiller
- Juicy Fruit - Tyggegummi (kun distribution)
- Julegris - Marcipangrise
- Julemarsipan - Marcipan
- Kalev - Chokolade, kiks, cookies
- KiMs - Kartoffelchips
- Knott - Slik
- Kornmo - Kiks
- Krembanan - Chokolade
- Kremtopper - Chokolade
- Krokantrøffel - Chokolade
- Laban - Slik
- Laima - Chokolade
- Mokkabønner - Chokolade
- Mokkatrøffel - Chokolade
- Nero - Chokolade
- New Energy - Chokolade
- Nidar - Chokolade, slik
- OLW - Kartoffelchips
- Panda - Lakridsslik
- Panda Liqueur - Chokolade
- Polly - Nødder
- Safari - Cookies
- Sfinx - Chokoladeæsker
- Skipper - Lakridsslik
- Smash! - Chokolade
- Smørbukk - Karamel
- Snøstenger - Marcipan
- Stratos - Chokolade
- Sætre - Kiks og småkager
- Troika - Chokolade

### Orkla Home & Personal

#### Lilleborg A/S
- Axe - Peronlig pleje til mænd (kun distribution)
- Blenda - Vaskemidler
- Comfort - Blødgører
- Define - Hårprodukter
- Domestos - Rengøringsprodukter
- Dove - Personlig pleje (kun distribution)
- Dr. Greve - Personlig hygiejne
- Jif - Rengøringsprodukter
- Jordan - Tandhygiejne
- Klorin - Chlorprodukter
- Krystal - Rengøringsprodukter
- Lano - Sæbe
- Lypsyl - Læbepomade (kun distribution)
- Milo - Vaskemidler
- Naturelle - Sæbe
- OMO - Vaskemidler
- Pepsodent - Tandpasta (kun distribution)
- Persil - Vaskemidler
- Salmi - Rengøringsprodukter
- Solidox - Tandpasta
- Sterilan - Deodorant
- Sun - Opvaskemidler
- Sunsilk - Hårprodukter
- Svint - Ståluldssæbe
- Vaseline Intensive Care - Hudprodukter (kun distribution)
- Zalo - Opvaskemidler

#### Orkla Health
- Collett - Vitamintilskud
- CuraMed - Halspastiller
- Gerimax - Ginsengprodukt
- Gevita - Vitamintilskud, mineraltilskud, urteprodukter
- Litozin - Hybenpulver
- Maxim - Ernæringspulver til sportsudøvere
- Möller’s Tran - Omega-3 produkter
- Nutrilett - Proteinbarer
- Pikasol - Omega-3-tilskud
- Sana-sol - Vitamintilskud
- Triomar - Omega-3-tilskud
- Vitaminbjørner - Vitamintilskud
- Vivag - Intime plejeprodukter
- Futura - Vitamintilskud
- Longo Vital - Vitamintilskud
- Livol - Vitamintilskud
- Salve Quick - Plaster
- Jordan - Tandplejeprodukter

#### Pierre Robert Group
- La Mote - Tøj
- Pierre Robert - Tøj

### Orkla Food Ingredients
- AMA - Margarine
- Bakkedal - Smør
- BaKo - Bageudstyr, kagedekorationer
- Bæchs Conditori - Bageudstyr
- Candeco - Kage- og isdekorationer
- Credin - Bageudstyr
- Frima Vafler - Isvafler
- Jästbolaget - Gær
- Kronjäst - Gær
- KåKå - Bageprodukter
- Mors Hjemmebakte - Bageprodukter
- Naturli' - Økologiske læskedrikke
- Nic - Is-tilbehør
- Odense - Marcipan, nougat, chokolade
- PureOil - Madolie
- Sonneveld - Professionelle bageprodukter